# Пікнік на льоду
«Пікнік на кризі» також відомий українською як «Пікнік на льоду» (рос. Пикник на льду), також відомий під назвами «Смерть чужого» (рос. Смерть постороннего) та «Смерть та пінгвін» (англ. Death and the Penguin) — роман українського письменника  Андрія Куркова, вперше надрукований у червні 1996 року російською мовою. У 1997 році роман було перекладено німецькою й опубліковано у швейцарському видавництві «Діогенес», й саме для німецькомовного видання вперше з'явилася назва «Пікнік на льоду» (нім. "Picknick auf dem Eis"). 
Роман став найвідомішим твором Куркова, його перекладено більш як 30 мовами. Події роману відбуваються з кінця 1995 року та до середини 1996 року у Києві.
Українською роман вперше вийшов під назвою «Смерть чужого» у 2000 році у перекладі Леся Герасимчука.

## Сюжет
Сюжет роману крутиться довкола незвичних пригод журналіста Віктора Золотарьова у пострадянському Києві. Мріючи стати успішним письменником та писати романи, Золотарьов натомість отримує можливість підробити написанням некрологів про поки ще живих «видатних осіб» для місцевої газети. У Золотарьова вдома живе Міша, королівський пінгвін з депресією і якого письменник-журналіст отримав задарма після того, як Київський зоопарк роздав своїх тварин тим, хто мав матеріальну можливість їх прогодувати.
Коли Золотарьов закінчив перші свої замовні некрологи, головний редактор газети дуже позитивно відгукується про них та з ентузіазмом приймається їх друкувати. Але Золотарьов скоро розуміє, що його некрологи використовує для атентату своїх ворогів якась невідома мафіозна банда, для якої газетні некрологи це всього лише прикриття, такий собі спосіб надіслати «чорну мітку». Незабаром товариш Золотарьова Міша-не-пінгвін лишає його доглядати за своєю юною донькою Сонею. Після того, як Міша-не-пінгвін залишає Соні велику суму грошей, Золотарьов винаймає няньку Ніну, небогу свого єдиного друга Сергія, щоб та доглядала за Сонею. Згодом між Віктором та Ніною зароджуються інтимні, хоч і безспристрастні, стосунки.
Скоро Золотарьов починає жити більш-менш «нормальним» життям, маючи щось на зразок сім'ї із Сонею і Ніною, та маючи доволі прибутковий підробіток — відвідування пишних похоронів із пінгвіном. Проте ілюзія безпеки скоро розвіюється. Він дізнається, що якась безосібна людина (яку автор у тексті згадує як «жирний дядько») слідкує за Сонею і Ніною, прикидаючись старим другом Золотарьова та задаючи дівчатам різні підозрілі запитання. Після того як Золотарьов відстежив переслідувача Соні й Ніни, він дізнається що «жирний дядько» став новим «автором некрологів», і що саме Золотарьов є темою його наступного некролога. Усе ще більше ускладнює раптове погіршення здоров'я пінгвіна Міши, який невідкладно потребує трансплантації серця. Анонімні благодійники беруться оплатити операцію Міші, проте Віктор переконаний, що єдине правильне рішення — це відправити Мішу у його природне середовище, Антарктиду. Він віддає 2000 доларів США членам майбутньої української експедиції в Антарктиду за умови, що ті візьмуть пінгвіна Мішу з собою. Однак, після того, як Золотарьов прочитав власний некролог, він вирішує що до Антарктиди замість пінгвіна полетить він.

## Відгуки літкритиків
Роман отримав переважно позитивні відгуки від західних літературних критиків. Як зазначила Леслі Чамберлейн з британського видання The Independent: «„Пікнік на льоду“ це саме той роман, що зможе розворушити українську літературу після затяжної пострадянської кризи».

## Переклад українською
Українською роман переклав Лесь Герасимчук 2000 року і його переклад вийшов під назвою «Смерть чужого» окремою книжкою у виданні журналу «Президент» тиражем 15 тисяч примірників. Примітно, що україномовний переклад роману, який вийшов у світ у 2000 році між перекладами нідерландською (у Нідерландах) та традиційно-китайською (у Тайвані), став взагалі першим україномовним перекладом будь-якої книги Куркова.
У 2017 році видавництво «Фоліо» перевидало переклад під назвою «Пікнік на льоду».
- Андрій Курков. Смерть чужого. Переклад з російської: Лесь Герасимчук. Київ: Міжнародний громадсько-політичний журнал «Президент». 2000. 224 стор. ISBN 966-95791-0-4
- Андрій Курков. Ігри по-дорослому: Політичний. детектив. У 2 томах (до 2 тому увійшли романи Смерть чужого, Закон равлика, Форель á la ніжність (з циклу старі таємниці)). Переклад з російської: Лесь Герасимчук. Київ: Грамота, 2003. (Серія «Нова проза»). Том 2. 2003. 559 стор. ISBN 978-9-66806-6-269
- Андрій Курков. Пікнік на льоду. Переклад з російської: Лесь Герасимчук. Харків: Фоліо. 2017. 251 стор. ISBN 978-966-03-7959-6